# 宾夕法尼亚邦高等教育系统
宾夕法尼亚邦高等教育系统是宾夕法尼亚州的一个州立大学系统，赋予宾夕法尼亚州的四所大学“州属”地位：林肯大学、宾夕法尼亚州立大学、天普大学和匹兹堡大学。该指定将这些学校确立为“联邦机构”，并为每所大学提供年度非优先财政拨款，作为交换，宾夕法尼亚州居民学生可享受学费折扣，并在每所学校的董事会中拥有少数州代表。
四所大学在法律上保持独立，为私立实体，根据各自的章程运营，由独立的董事会管理，资产归其所有并控制，从而在行政和学术方面保留了私立机构的大部分自主性和独特性。它是美国唯一一个公私合作的高等教育系统，尽管其他学校，例如康奈尔大学、特拉华大学和罗格斯大学，也都设有类似的公私合作伙伴关系。
四所大学每年获得的州政府拨款不到其预算的10%，因此其学费往往高于包含10所州立和州立运营的宾夕法尼亚州高等教育系统。由于四所大学具有独立性，除少数条款外，它们不受宾夕法尼亚州《知情权法》的约束。